# Marburger Erklärung (1992)
Die Marburger Erklärung aus dem Jahr 1992 ist eine öffentliche Stellungnahme des Fachbereichs Humanmedizin der Philipps-Universität Marburg zur Homöopathie.

## Inhalt und Hintergrund
Hintergrund der Stellungnahme waren die damaligen Pläne des deutschen Instituts für medizinische und pharmazeutische Prüfungsfragen (IMPP), in den sogenannten Gegenstandskatalog für das Studienfach Humanmedizin inhaltliche Prüfungsfragen aus dem Gebiet Homöopathie aufzunehmen.
Die Marburger Mediziner protestierten in der Erklärung öffentlich gegen dieses Vorhaben. Als Begründung führten sie unter anderem an, dass das Fundament der Homöopathie aus Irrtümern und Täuschungen bestehe, ihre Begriffswelt „Unsinn“ sei, dass sie von der Wissenschaft geprüft und verworfen worden sei und dass es dem Auftrag einer Universität widerspreche, Homöopathie anders denn als „Irrlehre“ zu lehren.
Zitate aus der Erklärung: „Wir betrachten die Homöopathie nicht etwa als unkonventionelle Methode, die weiterer wissenschaftlicher Prüfung bedarf. Wir haben sie geprüft. Homöopathie hat nichts mit Naturheilkunde zu tun. Oft wird behauptet, der Homöopathie liege ein ‚anderes Denken‘ zugrunde. Dies mag so sein. Das geistige Fundament der Homöopathie besteht jedoch aus Irrtümern (Ähnlichkeitsregel, Arzneimittelbild, Potenzieren durch Verdünnen). Ihr Konzept ist es, diese Irrtümer als Wahrheit auszugeben. Ihr Wirkprinzip ist die Täuschung des Patienten, verstärkt durch Selbsttäuschung des Behandlers“.
Der Text der Beschlussvorlage wurde von Rudolf Happle entworfen, der damals Direktor der Marburger Universitäts-Hautklinik war. Bei der Beschlussfassung selbst war kein Mitarbeiter der Hautklinik stimmberechtigt. Der Beschluss wurde damals vom Fachbereich mit 16 Ja-Stimmen, keiner Gegenstimme und drei Enthaltungen angenommen.
Durch eine Neufassung der deutschen Approbationsordnung im Jahre 2002 wurde seitdem der Einfluss des IMPP auf den medizinischen Prüfungsstoff geschwächt. Die von der Marburger Erklärung befürchteten Entwicklungen sind so nicht eingetreten.

## Unterzeichner der Erklärung
- Ahlmer, Wolfgang: Biologe, Regensburg
- Baumann, Hannelore: Internistin, Berlin
- Berdel, Dietrich: Kinderarzt, Wesel
- Bernhardt, Günther: Biochemiker, Regensburg
- Beudel, Heinz: Sanitätsrat, Nörditz
- Binder, Hans: Oberstudiendirektor, Chemiker, Lindau i. B.
- Dag, Armin: Klinischer Psychologe, Oberndorf
- Duda, Gunter: Internist, Dachau
- Faulhaber, Hans-Dieter: Internist, Berlin
- Flatow, Frank W.K:  Oberstapotheker a. D., Eckernförde
- Frömmel, Cornelius: Direktor für Forschung, Charité, Berlin
- Geiser, Max: Chirurg, Bern (CH)
- Geserick, Gunther: Gerichtsmediziner, Instituts-Direktor, Berlin
- Glowatzki, Georg: Anthropologe, Liebefeld (CH)
- Göring, Hans-Dieter: Dermatologe, Chefarzt, Dessau
- Graevenitz, von Alexander: Mikrobiologe, Instituts-Direktor, Zürich (CH)
- Happle, Rudolf: Dermatologe, Marburg
- Hopff, Wolfgang: Pharmakologe, Zürich (CH)
- Hulla, Hannes: Arzt für Allgemeinmedizin, Salzgitter
- Ishiyama, Ikuo: Gerichtsmediziner, Tokyo (J)
- Jung, Friedrich: Pharmakologe, Berlin
- Kämmerer, Andreas: Biologe, Hauzenberg
- Knabe, Joachim: Pharmazeut, Chemiker, Saarbrücken
- Koch, Heinrich P.: Pharmazeut, Wien (A)
- Koch, Tankred: Berlin
- Nopitsch, Ernst: Apotheker i. R., Frankenthal
- Pauly, Heribert: Kinderarzt, Wesel
- Posnanski, Hernan: San Diego (USA)
- Prokop, Ludwig:  Physiologe, Wien (A)
- Prokop, Otto: Gerichtsmediziner., Berlin
- Reckzeh, Paul: Sanitätsrat, Facharzt Innere Medizin, Hamburg
- Rehm, Hubert: Biochemiker, Mainz
- Reinhardt, Dieter: Kinderarzt, München
- Rocholl, Horst: Neuenhagen
- Schär, Meinrad: Präventivmediziner, Zürich (CH)
- Scheibe, Ernst: Gerichtsmediziner, Greifswald
- Schiffer, Theo: Berlin
- Schnabel, Wolfgang: Berlin
- Schneeweiß, Burkhard: Kinderarzt, Klinikdirektor, Berlin
- Spruß, Thilo: Fachtierarzt, Pharmakologe, Toxikologie, Regensburg
- Straub, Werner: Internist, FMH, Klinikdirektor, Bern (CH)
- Taubert, Ernst: Chirurg, Obermedizinalrat, Berlin
- Wolf, Hanspeter: Geschäftsführer, DGPT, Darmstadt.[6]